# China South Industries Group
Die China Ordnance Equipment Group Corporation, besser bekannt als China South Industries Group Corporation (CSGC, chinesisch: 中国 中国 南方 工业 oder 中国 兵器 兵器 装备), ist ein chinesisches Industriekonglomerat. Das Unternehmen befindet sich im Staatsbesitz und wird von der Kommission zur Kontrolle und Verwaltung von Staatsvermögen des Staatsrates der Volksrepublik China verwaltet.

## Geschichte
Das Unternehmen wurde 1999 gegründet und hat seinen Sitz in Haidian (Peking). Der Gründung des Unternehmens ging Mitte der 1990er Jahre eine Umstrukturierung der veralteten militärischen Produktionsanlagen in die beiden Zwillingsunternehmen China South Industries Group und China North Industries Group voraus.
2017 hatte die China South Industries Group 76 Tochterunternehmen in unterschiedlichen Branchen. Die bekannteste Tochter ist der Automobilhersteller Changan Automobile. Neben der Automobilproduktion ist das Unternehmen auch in den Bereichen Militärtechnik, Maschinen, Robotik, Umwelttechnik und Pharma aktiv.
Im Geschäftsjahr 2017 lag der Umsatz bei 44,785 Milliarden US-Dollar (USD) und der Gewinn bei 740 Millionen USD. Die China South Industries Group beschäftigt über 200.000 Personen und verfügt über Aktiva in Höhe von 56,394 Milliarden USD. In der Rangliste der weltweit größten Unternehmen nach Umsatz belegte es damit Platz 242.